# Rastoka (Chorwacja)
Rastoka – wieś w Chorwacji, w żupanii licko-seńskiej, w mieście Gospić. W 2011 roku liczyła 33 mieszkańców.